# Vuxenjulkalender
En vuxenjulkalender är en tv-serie bestående av 24 avsnitt som sänds 1–24 december och som riktar sig speciellt till vuxna tittare.
Programformatet introducerades 1990 av danska reklamfinansierade kanalen TV 2 efter att julkalendern för barn i Danmarks Radio hade varit en succé i nästan 30 år. Det första exemplet var den satiriska Jul i den gamle trædemølle (jul i den gamla trampkvarnen) med skådespelarna Søs Egelind, Peter Schrøder, Kirsten Lehfeldt och Poul Glargaard, skriven av Lars Knutzon och Carin Andersen, som blev en stor framgång.
Under de följande åren fortsatte TV 2 med att producera nya vuxenjulkalendrar, som normalt kännetecknades av humor med ordlekar och dräpande kommentarer, enligt mönster från sit-com-genren. En litet annorlunda variant av vuxenjulkalender var The Julekalender med komikertrion De Nattergale (Viggo Sommer, Uffe Rørbæk Madsen och Carsten Knudsen), som med sin blandning av engelska, tyska och danska samt jysk dialekt gav många nyskapande språkliga konstruktioner. En finsk bearbetning, The Joulukalenteri, producerades 1997 av MTV3 och sändes i repris 1998.
2001 hoppade Danmarks Radio omsider med på vagnen, och sedan dess har de bland annat visat Anders Matthesens Jul på Vesterbro.
Tv-julkalendrar brukar vara dyra att producera, eftersom det ju skall vara 24 avsnitt, vardera av minst 15 minuters längd. Därför väljer stationerna också med jämna mellanrum att återutsända de serier som haft störst framgång.

## Vuxenjulkalendrar i danska TV 2
- 1990: Jul i den gamle trædemølle
- 1991: The Julekalender
- 1992: (ingen)
- 1993: Andersens julehemmelighed
- 1994: The Julekalender (repris från 1991)
- 1995: Juletestamentet
- 1996: Jul i den gamle trædemølle (repris från 1990)
- 1997: Gufol-mysteriet
- 1998: Andersens julehemmelighed (repris från 1993)
- 1999: Juletestamentet (repris från 1995)
- 2000: (ingen)
- 2001: The Julekalender (repris från 1991) samt CWC - Canal Wild Card
- 2002: (ingen)
- 2003: CWC-World
- 2004: Station 7-9-13 (repris av Gufol-mysteriet från 1997)
- 2005: CWC-World (repris från 2003)

## Vuxenjulkalendrar i Danmarks RadioDR2
- 2001: Jul i hjemmeværnet
- 2002: (ingen)
- 2003: Jul på Vesterbro
- 2004: Jul i den gamle kolbøttefabrik (repris av Jul på Vesterbro från 2003)
- 2005: Omars jul
- 2006: Jul i verdensrummet
- 2007: Yallahrup Færgeby

## Vuxenjulkalendrar i finska MTV3
- 1997: The Joulukalenteri
- 1998: The Joulukalenteri (repris från 1997)